# Hans Irtel
Hans Irtel (* 30. August 1952; † 30. September 2008 in Mannheim) war ein deutscher Psychologe und Hochschullehrer an der Universität Mannheim.

## Leben
Hans Irtel studierte zwischen 1973 und 1978 an der Universität Regensburg Psychologie und Philosophie. Unterstützt wurde er dabei durch ein Stipendium nach dem bayerischen Begabtenförderungsgesetz. 1978 erhielt er nach seinem Diplom eine Assistentenstelle an der Universität Regensburg und promovierte 1982 mit einer Arbeit zur Psychophysik des binokularen Farbensehens zum Dr. phil. 1982 bis 1983 folgte eine Stelle als Post-Doctoral-Fellow an der University of Stanford in Irvine. Hier konnte er seine Studien zu den Grundlagen der Farbwahrnehmung weiterführen. Zurückgekehrt nach Regensburg nahm er eine Stelle als Akademischer Rat und Oberassistent ein. 1989 habilitierte er sich im Fach Psychologie mit einer Arbeit über „Psychophysische Invarianzen in der Farb- und Helligkeitswahrnehmung“. 1990 vertrat er zuerst eine Professur für Allgemeine Psychologie an der Universität Marburg und wurde 1993 zum ordentlichen Professor für Allgemeine Psychologie an die Universität Mannheim berufen. 1995/96 arbeitete er mit in der internationalen Forschungsgruppe „Perception and the role of Evolutionary Internalized Regularities of the Physical World“ in Bielefeld. 1996 war er Initiator und von 1997 bis 1999 Sprecher der Fachgruppe Allgemeine Psychologie in der Deutschen Gesellschaft für Psychologie. Er war von 1998 bis 2000 Dekan der Fakultät für Sozialwissenschaften und von 2006 bis 2008 Sprecher der Fachgruppe Psychologie in Mannheim.

## Werk
Sein Arbeitsschwerpunkt war die Experimentelle Psychologie im Allgemeinen und die visuelle Wahrnehmungsforschung (Farbpsychologie) im Besonderen. Daneben hat er Beiträge zur mathematischen Psychologie und zum Thema Skalierung bzw. zu den messtheoretischen und entscheidungstheoretischen Grundlagen der psychologischen Diagnostik geleistet. Mit seinem Lehrbuch zum experimentalpsychologischen Praktikum und dem von ihm entwickelten PXLab hat er allgemeinpsychologische Experimente automatisiert und die Grundlage für Studien zur visuellen Psychophysik geschaffen. Zudem war er Organisator zahlreicher wissenschaftlicher Konferenzen, wie z. B. der 32. Teap in Regensburg, des 30. Meetings der European Mathematical Psychology Group (EMPG) oder die Farb-Info-Tagung in Mannheim.

## Publikationen (Auswahl)
Monografien
- Entscheidungs- und testtheoretische Grundlagen der psychologischen Diagnostik. Verlag Peter Lang, Frankfurt am Main 1996, ISBN 978-3-631-49374-8.
- Experimentalpsychologisches Praktikum. Springer Verlag, Berlin 1993, ISBN 978-3-540-56330-3.
- Psychophysische Invarianzen in der Farb- und Helligkeitswahrnehmung. Springer Verlag, Berlin 1991, ISBN 978-3-540-53484-6.
- Eine experimentelle und theoretische Analyse des binokularen Farbensehens. Dissertation Universität Regensburg 1982.

Herausgeberwerke
- Wahrnehmungspsychologie: der Grundkurs. (Orig. E. Bruce Goldstein: Sensation and perception) (7. Aufl.), Spektrum Akademischer Verlag, Heidelberg 2008, ISBN 978-3-8274-1766-4.